# Sciomyzoidea
Sciomyzoidea es una superfamilia de moscas Acalyptratae.
Incluyen por lo menos las siguientes familias:
- Coelopidae  – moscas de algas
- Dryomyzidae
- Helcomyzidae
- Helosciomyzidae
- Heterocheilidae
- Ropalomeridae
- Sepsidae  – moscas carroñeras
- Sciomyzidae  – moscas de pantanos, moscas matadoras de caracoles (incluyendo Huttoninidae, Phaeomyiidae, Tetanoceridae)